# 十字亮腹蛛
十字亮腹蛛（学名：Singa cruciformis）为园蛛科亮腹蛛属的动物。在中国大陆，分布于云南等地。该物种的模式产地在云南。